# John Hogg (biolog)
John Hogg, född 21 mars 1800 nära Durham, död 16 september 1869 i County Durham, var en brittisk naturforskare som skrev om amfibier, fåglar, växter, reptiler och protister. Han blev medlem av Royal Society 1839.
Hogg har fått stå som skapare av ett tredje organismrike utöver växter och djur, genom att han 1860 namngav Regnum Primigenum eller Protoctista. Hans resonemang byggde på att det måste ha funnits ett rike med "första varelser" innan växternas och djurens uppkomst.
Linné skapade med sin Systema Naturae 1735 två organismriken: Animalia (djur) och Plantae (växter) - därutöver hade Linné även ett mineralrike (Lapides).
Hoggs Protoctista innefattade Protophyta, Protozoa och "Amorphoctista" (svampdjur) och han försökte bland annat rättfärdiga sina argument för ett tredje organismrike med sötvattenssvampen Spongilla som var ett djur som avgav syre i ljus (fotosyntesen visade sig senare bero på symbiotiska alger).
Auktorsnamnet J.Hogg kan användas för John Hogg (biolog) i samband med ett vetenskapligt namn inom botaniken; se Wikipediaartiklar som länkar till auktorsnamnet.